# 御国野町国分寺
御国野町国分寺（みくにのちょうこくぶんじ）は、兵庫県姫路市の大字。郵便番号は671-0234。

## 地理
姫路市街地東部、御国野地区の北西部に位置する。地内全体のほとんどが平地で占めており、宅地と田畑が入り混じっている。北東で御国野町深志野、南東で御国野町御着、南西で御国野町西御着・四郷町山脇、西で花田町一本松、北西で花田町加納原田と接する。南部で国道2号が東西で通っている。

## 歴史
- 1889年（明治22年）4月1日 - 町村制施行より、飾東郡国分寺村が他2村と合併して御国野村が成立。旧国分寺村域は大字国分寺となる。
- 1896年（明治29年）4月1日 - 飾東郡と飾西郡の合併により、大字国分寺は飾磨郡に属する。
- 1957年（昭和32年）10月1日 - 御国野村が姫路市に編入され、大字国分寺は御国野町国分寺となる。

## 世帯数と人口
2021年（令和3年）12月31日現在の世帯数と人口は以下の通りである。
| 丁目           | 世帯数    | 人口    |
| -------------- | --------- | ------- |
| 御国野町国分寺 | 1,455世帯 | 3,246人 |

## 小・中学校の学区
市立小・中学校に通う場合、学区は以下の通りとなる。
| 番地 | 小学校               | 中学校           |
| ---- | -------------------- | ---------------- |
| 全域 | 姫路市立御国野小学校 | 姫路市立東中学校 |

## 交通

### 道路
- 国道2号
- 国道312号
- 兵庫県道397号花田御着停車場線

## 施設・史跡
- 姫路市消防局姫路東消防署御国野出張所
- 姫路警察署御国野交番
- 兵庫西農業協同組合（JA兵庫西）西御国野支店
- 姫路第一病院
- ゴダイドラッグ御着店
- ファミリーマート姫路国分寺店
- 壇場山古墳（国史跡）[6]
- 播磨国分寺跡（国史跡）[6]
- 国分寺 - 県指定文化財に指定されている石造宝篋印塔が所在する[7]。
- 西福寺